# Wellesz Ella
Wellesz Ella (névváltozata: Méreiné Wellesz Ella; Gádoros, 1910. június 9. – Budapest, 1997. február 10.) fotóművész.

## Élete
1910-ben született Gádoroson zsidó családban. 1915-ben családjával Orosházára költöztek. 1927-ben kezdett fotográfiát tanulni Szemenyei Sándornál, majd 1929-ben végzett. Rövid ideig Tapasztó Andornál dolgozott, majd 1930-ban Budapestre költözött. 1931-től Áldor Dezsőnél dolgozott, majd Solty Katóval közös műtermet nyitott. Innentől főleg színházi fotózással foglalkozott. 
1940-ben férjhez ment Mérei Viktor újságíróhoz, majd két gyermekük született. Férjét 1945-ben Újlipótvárosban találat érte, két gyermekét így ezután nehéz körülmények között, egyedül nevelte. 1949-ben a Színház és mozi című lapba fotózott. 1952-1954 között az MTI elődjénél a Magyar Fotónál dolgozott. Haláláig szabadfoglalkozású fotográfusként tevékenykedett.